# Lawsonit
A lawsonit a szilikátok osztályába tartozó ásványfaj.

## Nevének eredete
Nevét Andrew Cowper Lawson (1861- 1952) amerikai geológusról kapta.

## Kémiai és fizikai tulajdonságai
- Képlete: CaAl2(Si2O7)(OH)2*H2O
- Szimmetriája: rombos (dipiramisos)
- Sűrűsége: 3,1 g/cm³
- Keménysége: 8 (a Mohs-féle keménységi skála alapján)
- Hasadása: tökéletes (001 és 010 szerint)
- Színe: színtelen vagy szürkéskék
- Fénye: üvegfényű

## Szerkezete
Si2O7-csoportokat tartalmazó, azaz szoroszilikát szerkezetű ásvány.

## Megjelenési formái, genetikája
Többnyire prizmás, oszlopos, vagy táblás termetű.
A glaukofánpala fácies kritikus ásványa.